# Естремадурська мова
Естремадурська мова (Estremeñu) — романська мова, якою розмовляють у північно-західній частині автономного співтовариства Естремадура та прилеглих районах в провінції Саламанка. Її не треба ототожнювати з діалектом іспанської (кастильської) мови на більшій частині Естремадури, хоча важко провести межу між цими мовами.

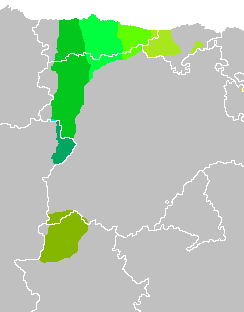
астурлеонські говірки

Естремадурська мова входить в діалектний континуум астурійсько-леонської мови.